# Kniha Ámos
Kniha Ámos či Kniha proroka Ámose (hebrejsky עמוס‎, Amos) je jednou z prorockých knih Starého zákona. Podle židovského řazení je součástí Dvanácti proroků a nachází se mezi knihami Jóel a Abdijáš. Křesťané ji řadí mezi tzv. malé proroky.

## Vznik knihy

### Ámosovo působení
Kniha Ámos obsahuje mnoho odkazů na mezinárodní politickou scénu a události, proto je možné Ámosovo působení datovat celkem přesně.
- Am 1,1 zmiňuje velké zemětřesení, které se připomínalo ještě o hodně později, za proroka Zacharjáše (Za 14,5), muselo tedy být značně silné. Archeologické nálezy potvrzují podobnou událost v zemi někdy v polovině 8. století př. n. l.
- Am 1,1 vyjmenovává krále, za nichž Ámos působil: v Judsku Uziáš (781–740), v severním Izraelském království Jeroboám II. (787–747).
- Ámos vybízí Izraelity, aby navštívili města Kalné, Chamat a Gát a zvážili, zda jsou lepší než ona a zda neskončí nakonec stejně špatně; tzn. výrok lze datovat krátce po dobytí těchto měst asyrským králem Tiglatpilesarem III. při jeho tažení Kenaánem v roce 738 př. n. l.

Z toho vyplývá, že většina výroků (ty, které pocházejí přímo od Ámose) spadá do poloviny 8. století př. n. l. Doba vlády krále Jeroboáma je poslední dobou hospodářského (i částečně politického) vzmachu v Izraeli, podobně jako za Uziáše v Judsku. Blahobyt a mír v zemi však vedl k zvýrazňování sociálních rozdílů a k opomíjení práva a spravedlnosti. Ámos reaguje právě na tuto situaci.

### Po Ámosově smrti
Prorokovy výroky byly zaznamenávány patrně přímo do písemné formy, nebo krátce po jejich vyslovení. Když v roce 722 Izraelské království zaniklo a mnoho Izraelců, kteří byli ponechaní v zemi, se přestěhovalo na jih do Judska, byla do jižního království přenesena i sbírka Ámosových výroků proti Izraeli. V Judsku byla doplněna o další výroky, které aplikovaly hrozby proti Izraeli i na Judsko. Když v roce 587/6 padlo i Judsko a Židé byli odvedeni do babylonského zajetí, odnesli si s sebou i rozšířenou knihu Ámosových výroků. Ta byla doplněna krátce po konci exilu o výroky vyjadřující naději na obnovu Božího lidu. Za závěrečnou úpravu a redakci vděčíme tzv. deuteronomistické škole, která knihu opatřila např. úvodem a několika doplňky a dala jí konečnou formu. Kniha v dnešní podobě tedy vzniká velmi krátce po konci exilu, tj. na konci 6. či na začátku 5. století př. n. l.

## Struktura knihy
1. Úvod (1,1 – 1,2) – časové určení knihy, obecný shrnující výrok pramenem zjevení je Bůh sídlící na Sijónu.
2. Výroky proti okolním národům a proti Judsku a Izraeli (1,3 – 2,16) – Prorok odsuzuje okolní národy, jeden po druhém, pro jeho zločiny (vesměs genocidy, vyvražďování, zrady spojeneckých smluv apod.), a nakonec i Izrael. Izrael neunikne Božímu soudu nad celým Kenaánem, a to pro svá provinění, která všechna spadají do sféry sociálního útisku, vykořisťování chudých, utiskování bezmocných apod.
3. Sbírka výroků proti Izraeli (kap. 3 – 6) – sbírka různých výroků proti Izraeli z různých dob. Všechny výroky se zaměřují na většinou sociální nespravedlnost, která je chápána jako vážné přestoupení Božího zákona, a na trest, který za to Izrael stihne, pokud se národ neobrátí a nenapraví.
4. Vidění (kap. 7,1 – 9,10) – Sbírka Ámosových vidění s výkladem, proložená několika výroky. V této sekci se nachází i jediný biografický údaj o prorokovi, a to jeho střet s knězem v královské svatyni v Bét-elu (7,10–17). Vidění obsahují tatáž témata jako zbytek knihy, možná původně tvořila samostatnou sbírku.
5. Nadějný pozitivní závěr (9,11–15).

## Témata a poselství knihy
Jak bylo napsáno výše, Ámos se soustřeďuje na těžká provinění Izraele na sociální rovině a chápe je jako přestoupení Božího zákona a opuštění věrnosti jedinému Bohu Izraele. Využívá klasických motivů židovské víry – např. „den Hospodinův“, den, kdy Bůh měl zasáhnout ve prospěch svého lidu a dát mu vládu nad všemi okolními národy (tj. nad celým světem), nebo jistotu, že Bůh svůj lid nikdy neopustí a proto že je neporazitelný – a převrací je. Tak „den Hospodinův“ nebude dnem vítězství a slávy Izraelem, ale naopak Bůh sice navštíví svůj lid, ale proto, aby jej ztrestal za jeho hříchy. Podobně Ámos zpochybňuje vyvolení Izraele mezi ostatními národy, neboť Bůh stvořil všechny, nejen Izrael, a naopak Izrael není v ničem (pro své hříchy) lepší než ostatní, aby mu Bůh zaručil absolutní bezpečnost.
Všechny hrozby, o nichž Ámos hovoří, se týkají konkrétní hrozby v podobě vzmáhající se asyrské říše. Podobně později doplněná nadějná proroctví se netýkají eschatologické budoucnosti v pravém smyslu, nýbrž obnovy Izraele (Judska) po babylonském exilu.